# Serge Arnaud Aka
 (février 2023).
Si vous disposez d'ouvrages ou d'articles de référence ou si vous connaissez des sites web de qualité traitant du thème abordé ici, merci de compléter l'article en donnant les références utiles à sa vérifiabilité et en les liant à la section « Notes et références ».
Serge Arnaud Aka, né le 16 novembre 1994 à Divo, est un footballeur ivoirien, qui évolue au poste de milieu défensif à la National Bank of EGYPT SC.

## Biographie

### Jeunesse et carrière en club
Serge Arnaud Aka a terminé champion de la MTN Ligue 1, le championnat de Côte d'Ivoire avec l'ASEC Mimosas en 2017. C'est avec ce même club, qu'il a été éliminé au niveau du tour de cadrage de la coupe de la confédération 2017. Il a aussi participé à la phase de poules de la Ligue des champions de la CAF 2016 avec le même club. Toujours au cours de cette même année (2016), il a disputé la finale de la coupe nationale de Côte d'Ivoire.

### CS Sfaxien et El Gouna FC
En janvier 2019, El Gouna FC le recrute libre de tout contrat après son départ du club tunisien de CS Sfaxien. Depuis son arrivée, il est quasiment titulaire à chaque sortie des Gounies (à 11 reprises sur 14 matchs). Il prend sa place dans le milieu de terrain de cette formation et se fait remarquer dans le  Championnat d'Égypte de football comme un bon ratisseur de balle en milieu de terrain.
C'est d'ailleurs cette qualité qui lui a valu de terminer meilleur joueur du tournoi Oman 2018, remporté devant El Gharafa, en plus du trophée enlevé par son équipe le CS Sfaxien.
Au cours de la saison 2020-2021, Aka a été désigné à 7 reprises, homme du Match dans le championnat égyptien, ce qui suscite l'intérêt de nombreux grands clubs, tant en Égypte qu'en dehors.
Le 19 janvier 2021, Aka Serge Arnaud s'offre un record contre Zamalek, dans le championnat égyptien. Il devient le joueur ayant réussi le plus de passes (91 soit 90 % de précisions de passes) et ayant touché le plus de ballons (118) sur une rencontre. Selon Zamalek TV c'est le record sur les dernières années dans ce Championnat.

### Altay SK
En fin de contrat avec El Gouna FC, il s'engage librement, le 4 août 2021, avec Altay SK, l'un des promus en Super Lig.

### Équipe nationale
Le 20 mai 2021, Serge Arnaud Aka est convoqué en équipe nationale de Côte d'Ivoire pour la première fois, à l'occasion de deux matches amicaux contre le Burkina Faso et le Ghana.